# Distritos de Sierra Leona
Sierra Leona está dividida en distritos que son la segunda división en importancia después de las provincias. Una explicación para la existencia de los distritos puede ser el hecho de que cada uno de ellos envía un representante al parlamento. 

## Distritos por provincia
| Distrito     | Provincia       | Capital    | Área km² (2021) | Población (censo 2004) | Población (censo 2015) | Población (censo 2021) |
| ------------ | --------------- | ---------- | --------------- | ---------------------- | ---------------------- | ---------------------- |
| Kailahun     | Este            | Kailahun   | 3940            | 358 190                | 526 379                | 545 947                |
| Kenema       | Este            | Kenema     | 6345            | 497 948                | 609 891                | 772 472                |
| Kono         | Este            | Koidu Town | 5391            | 335 401                | 506 100                | 620 703                |
| Bombali      | Norte           | Makeni     | 3876            | 270 923                | 422 960                | 387 236                |
| Falaba       | Norte           | Bendugu    | 7423            | 130 753                | 205 353                | 166 205                |
| Koinadugu    | Norte           | Kabala     | 4951            | 135 005                | 204 019                | 206 133                |
| Tonkolili    | Norte           | Magburaka  | 6288            | 339 290                | 513 984                | 557 257                |
| Kambia       | Noroeste        | Kambia     | 3031            | 270 462                | 345 474                | 367 699                |
| Karene       | Noroeste        | Kamakwie   | 5828            | 210 884                | 285 546                | 290 313                |
| Port Loko    | Noroeste        | Port Loko  | 4668            | 388 236                | 530 865                | 528 038                |
| Bo           | Sur             | Bo         | 5463            | 463 668                | 575 478                | 756 975                |
| Bonthe       | Sur             | Bonthe     | 3547            | 139 687                | 200 781                | 297 561                |
| Moyamba      | Sur             | Moyamba    | 7012            | 260 910                | 318 588                | 346 771                |
| Pujehun      | Sur             | Pujehun    | 4179            | 228 392                | 346 461                | 429 574                |
| Oeste Rural  | Área occidental | Waterloo   | 614             | 174 249                | 444 270                | 662 156                |
| Oeste Urbana | Área occidental | Freetown   | 82              | 772 873                | 1 055 964              | 606 701                |